# Misgomyces
Misgomyces Thaxt. – rodzaj grzybów z rzędu owadorostowców (Laboulbeniales). Grzyby mikroskopijne, pasożyty stawonogów, głównie owadów (grzyby entomopatogeniczne).

## Systematyka
Pozycja w klasyfikacji według Index Fungorum: Misgomyces, Laboulbeniaceae, Laboulbeniales, Laboulbeniomycetidae, Laboulbeniomycetes, Pezizomycotina, Ascomycota, Fungi.
Takson ten w 1900 r. utworzył Roland Thaxter. 
Index Fungorum w 2020 r. wymienia 7 gatunków tego rodzaju. W Polsce ich występowanie jest jeszcze słabo zbadane. Tomasz Majewski, jedyny polski mykolog zajmujący się nimi na szerszą skalę, do 2003 r. stwierdził występowanie jednego z tych gatunków w Polsce – Misgomyces dyschirii.
- Misgomyces coneglanensis (Speg.) Thaxt. 1931
- Misgomyces digitatus (F. Picard) Thaxt. 1931
- Misgomyces dyschirii Thaxt. 1900
- Misgomyces elegans (Speg.) Thaxt. 1931
- Misgomyces mastacis Balazuc 1975
- Misgomyces reicheiae (Santam.) Santam. 1995
- Misgomyces speluncae (Santam.) Santam. 1995